# Stereodon falcatus
Stereodon falcatus là một loài Rêu trong họ Hypnaceae. Loài này được (Schimp.) M. Fleisch. miêu tả khoa học đầu tiên năm 1925.